# Nematopodius fossulatus
Nematopodius fossulatus là một loài tò vò trong họ Ichneumonidae.